# Accidente del Neptune 2P-103 de la Armada Argentina
El accidente del Neptune 2P-103 de la Armada Argentina se produjo el 15 de septiembre de 1976 cuando el avión perteneciente a la Escuadrilla Aeronaval de Exploración se estrelló en un vuelo de reconocimiento.

## Contexto
Cada año el avión realizaba vuelos de reconocimiento glaciológico para verificar el estado de los hielos y su desplazamiento de cara a la campaña antártica del año en curso.

## El accidente
El 15 de septiembre de 1976 el Neptune partió de la Base Aeronaval Río Grande por la mañana con el objetivo de realizar una misión de reconocimiento en el área del Pasaje de Drake y las Islas Shetland del Sur como apoyo a las actividades del rompehielos ARA General San Martín. A las 12:13 (hora local) se produce la última comunicación entre la nave y la torre de control; tras la pérdida de comunicación se declara la alerta y búsqueda a las 13:22.
El 24 de septiembre, tras 8 días de búsqueda, un Hércules 130 H divisó los restos del avión en la ladera norte del Cerro Barnard de la isla Livingston, perteneciente al archipiélago Shetland del Sur.
En enero de 1977 un helicóptero Bell 212 perteneciente al Ejército que estaba embarcado el rompehielos ARA San Martín desplegó un equipo de andinistas para intentar recuperar los cuerpos de los fallecidos en el accidente. Sin embargo, al intentar ascender hasta el lugar en el que se hallaban el helicóptero se estrella y fallecen sus tres ocupantes.
Tras este segundo accidente las autoridades a cargo desistieron de continuar con las operaciones de rescate a pesar de conocer la posición del estrellamiento y de contar con fotografías aéreas del lugar que otros aviones tomaron durante ese verano.

### Listado de personas a bordo
|                             | Rango               | Nombre             | Notas                                               |
| --------------------------- | ------------------- | ------------------ | --------------------------------------------------- |
| 1                           | Capitán de corbeta  | Arnaldo Mutto      | Comandante de la misión                             |
| 2                           | Teniente de navío   | Miguel Berraz      | Segundo Comandante                                  |
| 3                           | Teniente de navío   | Romualdo Migliardo | Navegante                                           |
| 4                           | Teniente de corbeta | Claudio Cabut      |                                                     |
| 5                           | Suboficial segundo  | Nelson Villagra    | Mecánico                                            |
| 6                           | Suboficial segundo  | Juan Noto          |                                                     |
| 7                           | Suboficial segundo  | Remberto Brizuela  |                                                     |
| 8                           | Cabo principal      | Omar Campastri     |                                                     |
| 9                           | Cabo principal      | Jesús Arroyo       |                                                     |
| 10                          | Cabo primero        | Benjamín Scesa     |                                                     |
| 11                          |                     | Rodolfo Rivarola   | Camarógrafo y director de Canal 13 TV de Río Grande |
| Fuente: Infobae; irizar.org |                     |                    |                                                     |